# Маря, магичната тъкачка
„Маря, магичната тъкачка“ (на руски: Марья-искусница) е съветски филм -приказка от 1959 година, заснет по мотиви от едноименната пиеса на Евгений Шварц.

## Сюжет
Запасният войник- барабанчик (Михаил Кузнецов) се завръща към родния си край. По пътя си той среща две мечета, които го молят да им помогне да освободят дядо си, който се е хванал в капан. По-нататък той се натъква на спящия Иванушка (Виктор Перевалов). Малкото момче разказва на войника, че търси своята майка, магичната тъкачка Маря (Нинел Мишкова), която е похитена от владетеля на водното царство Водокрут XIII (Анатолий Кубацкий).

## В ролите
- Михаил Кузнецов като запасния войник- барабанчик
- Нинел Мишкова като Маря, магичната тъкачка
- Виктор Перевалов като Иванушка
- Анатолий Кубацкий като цар Водокрут XIII
- Олга Хачапуридзе като Альонушка, внучката на Водокрут
- Георгий Миляр като Квак
- Вера Алтайская като Тьотушка- Непогодушка
- Сергей Троицкий като пазителя на хазната Алтин Алтинич
- Александър Хвиля като мълчаливия мъдрец
- Никита Кондратиев като надменния придворен Подводния петел